# Emil Åberg
Oskar Filip Emil Åberg, född 2 januari 1864 i Uppsala, död 27 mars 1940 i Sollentuna, var en svensk målare, grafiker, illustratör, animatör och regissör.
Han var son till kaptenen Carl Emil Ferdinand Åberg och Hedda Wilhelmina Moll. Emil Åberg studerade målning för Edvard Perséus och vid Tekniska skolan i Stockholm. Sedan studerade han vid Konstakademien 1883–1888 och etsning för Axel Tallberg. Tillsammans med Aron Gerle ställde han ut på Hultbergs konsthandel i Stockholm 1911 och han medverkade i samlingsutställningar med Svenska konstnärernas förening och Grafiska sällskapet. Han medverkade i Baltiska utställningen 1914 och i en internationell grafikutställning i Leipzig 1914.
Inom konsten målade Emil Åberg ofta genrebilder i 1700-talsmiljö, landskapsvyer, stadsvyer och porträtt. Hans bilder är oftast målade i en varm kolorit. Han är representerad vid bland annat vid Uppsala universitetsbibliotek, Nationalmuseum, Stockholm, Tekniska museets arkiv, Östergötlands museum och Malmö museum. När det gäller illustrationer så gjorde han bland annat bilder för tidningar, vykort och flera nummer av Barnbiblioteket Saga samt jultidningar. Emil Åberg arbetade 1916 åt produktionsbolaget Pathé Frères filial i Stockholm och gjorde där tre animerade kortfilmer.
Emil Åberg är begravd på Norra begravningsplatsen utanför Stockholm.

## Regi
- 1916 – Herr Klot, herr Spindelben och lilla fröken Synål

## Animerade kortfilmer
- 1916 – Lilla Kalles dröm om sin snögubbe
- 1916 – Herr Klot, herr Spindelben och lilla fröken Synål
- 1916 – Mäster Tricks äventyr

## Galleri

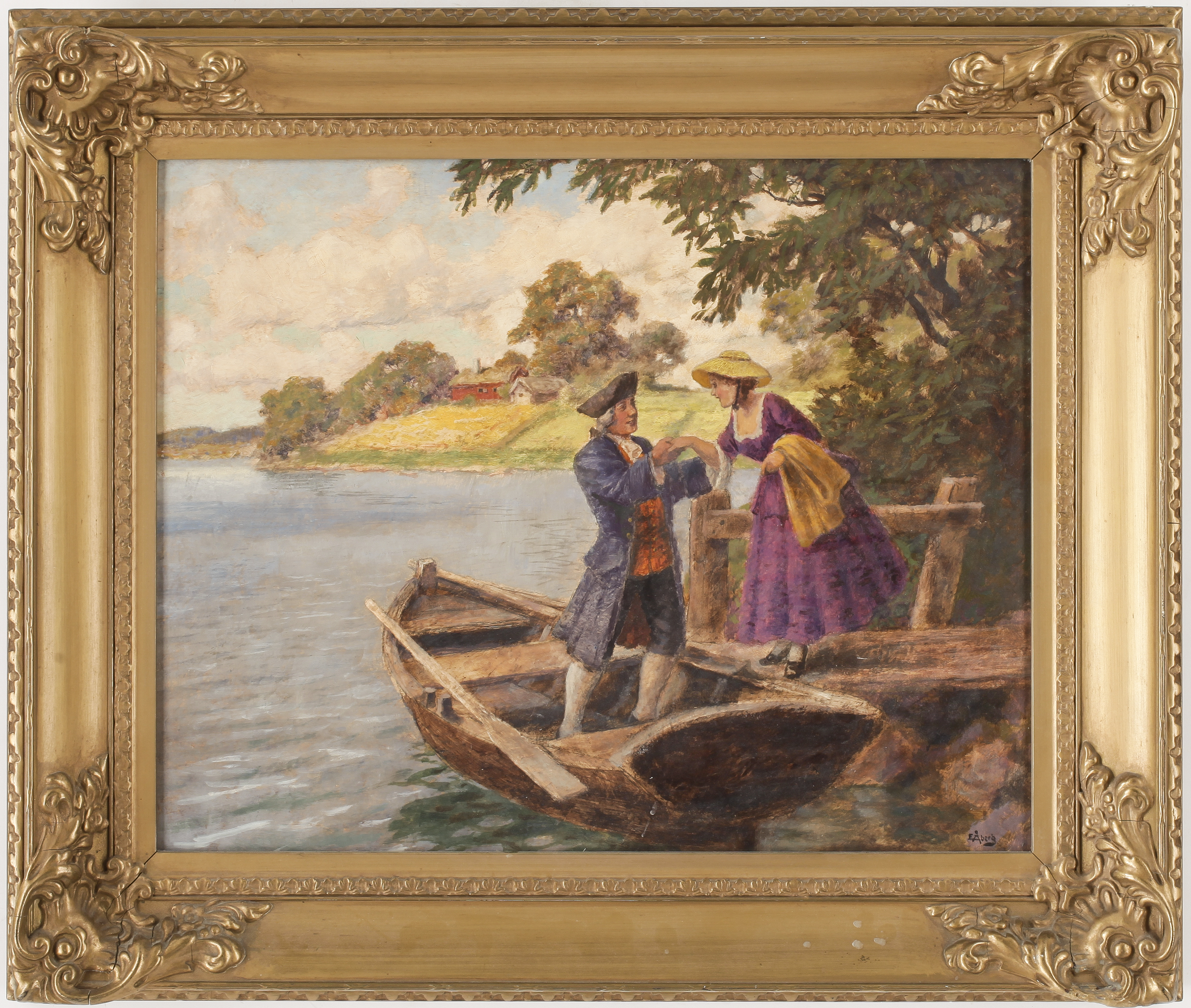
Båttur.
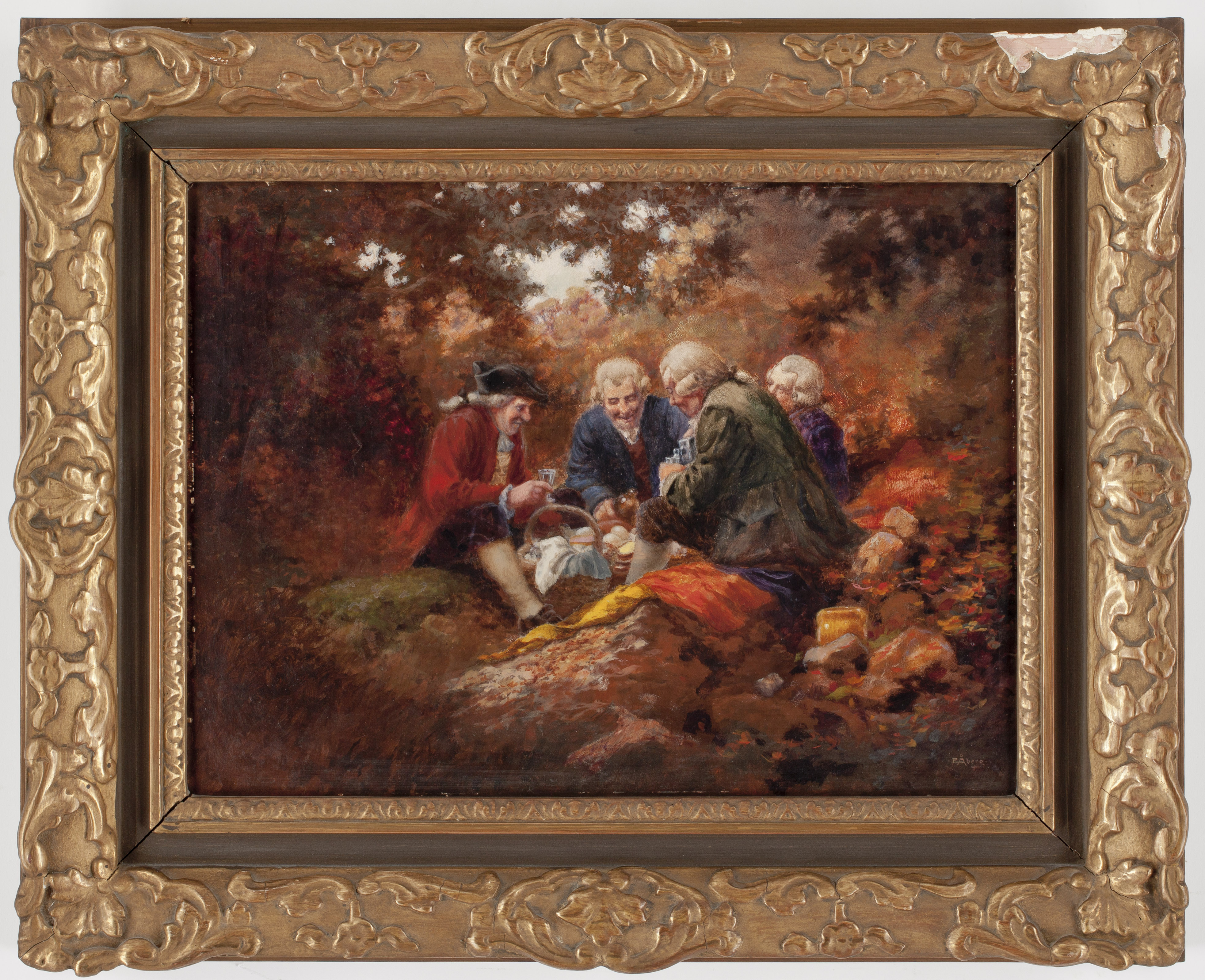
Drickande sällskap på utflykt.
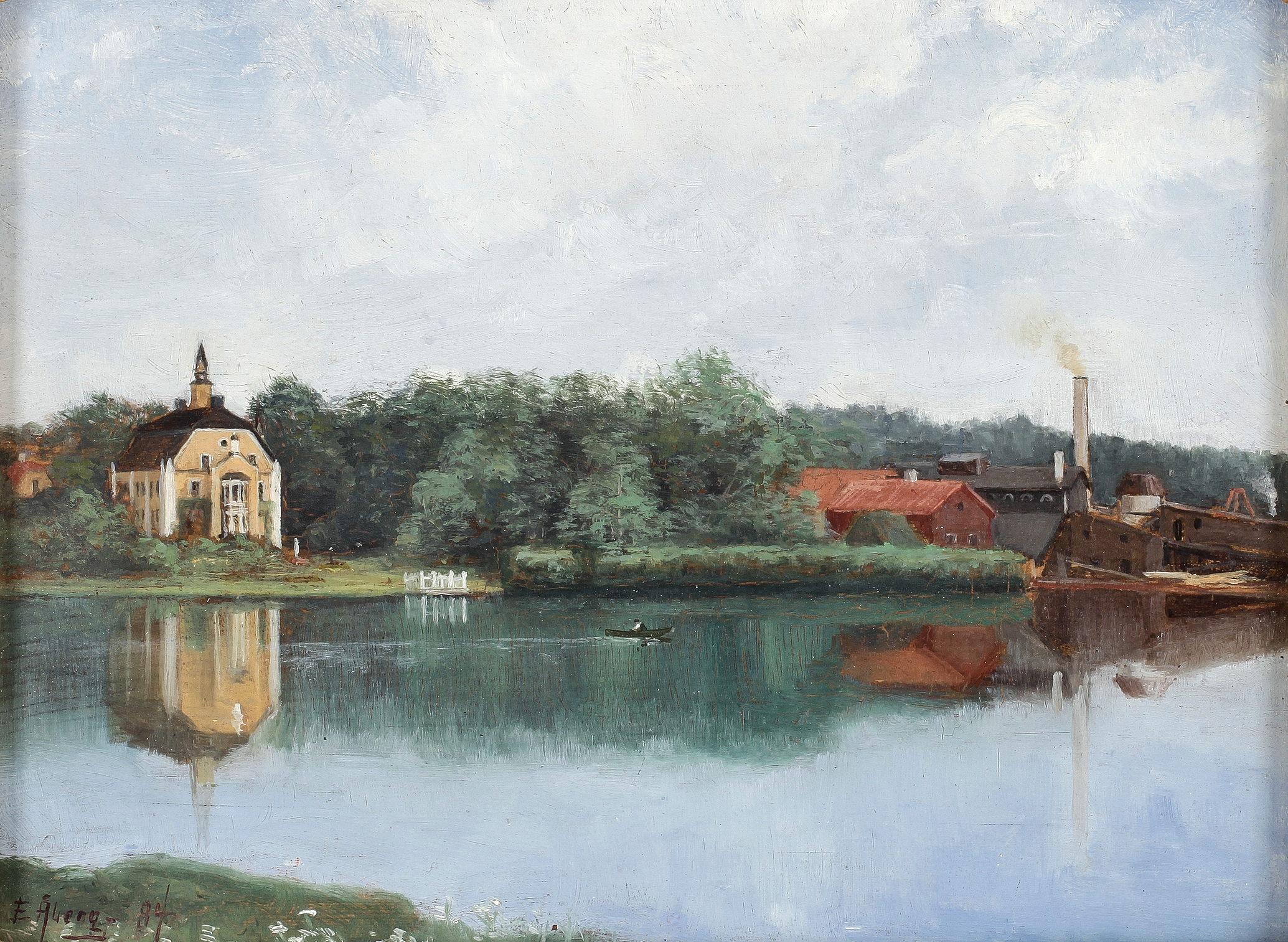
Bruksmiljö, 1884.
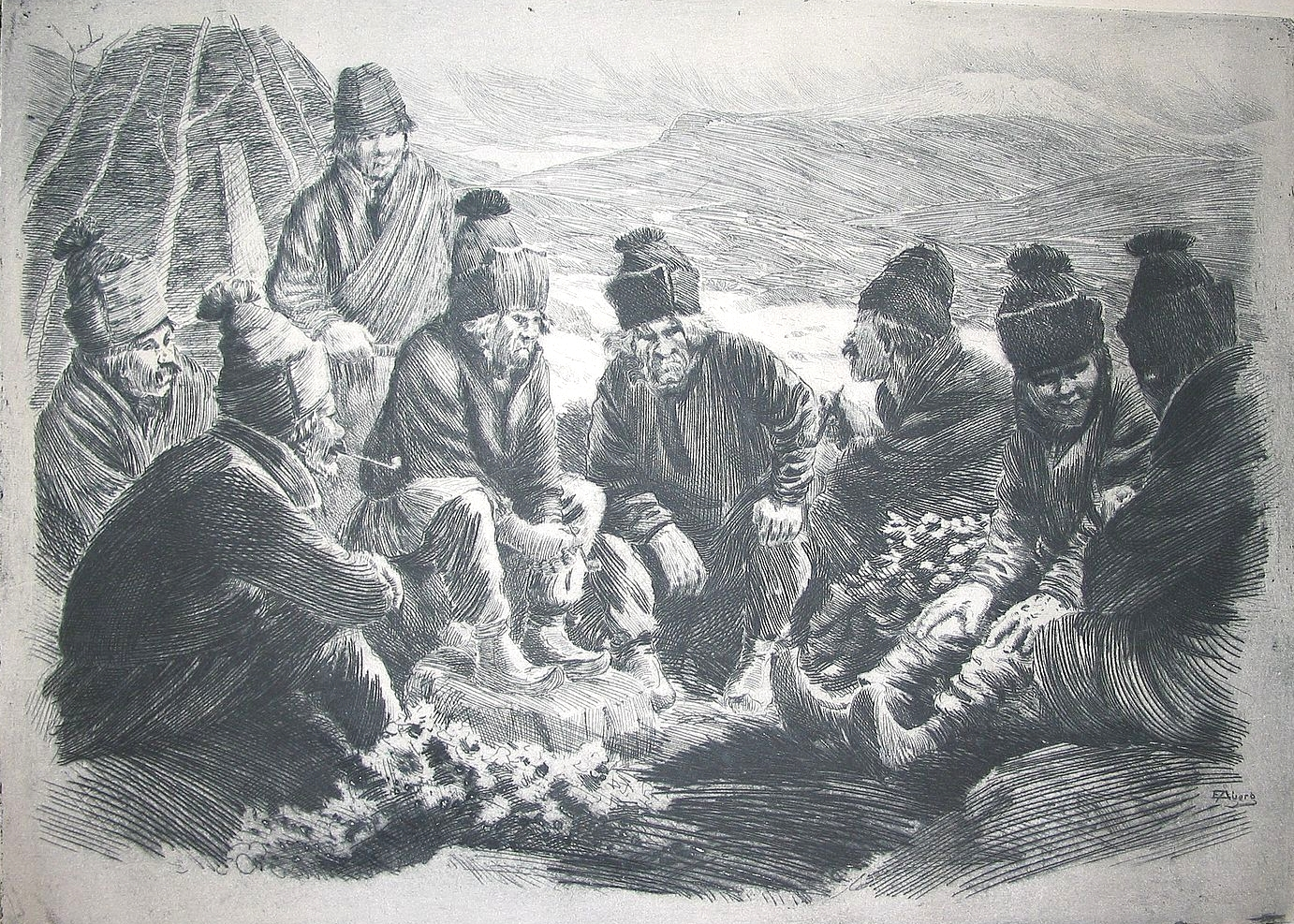
Rådslaget, etsning.
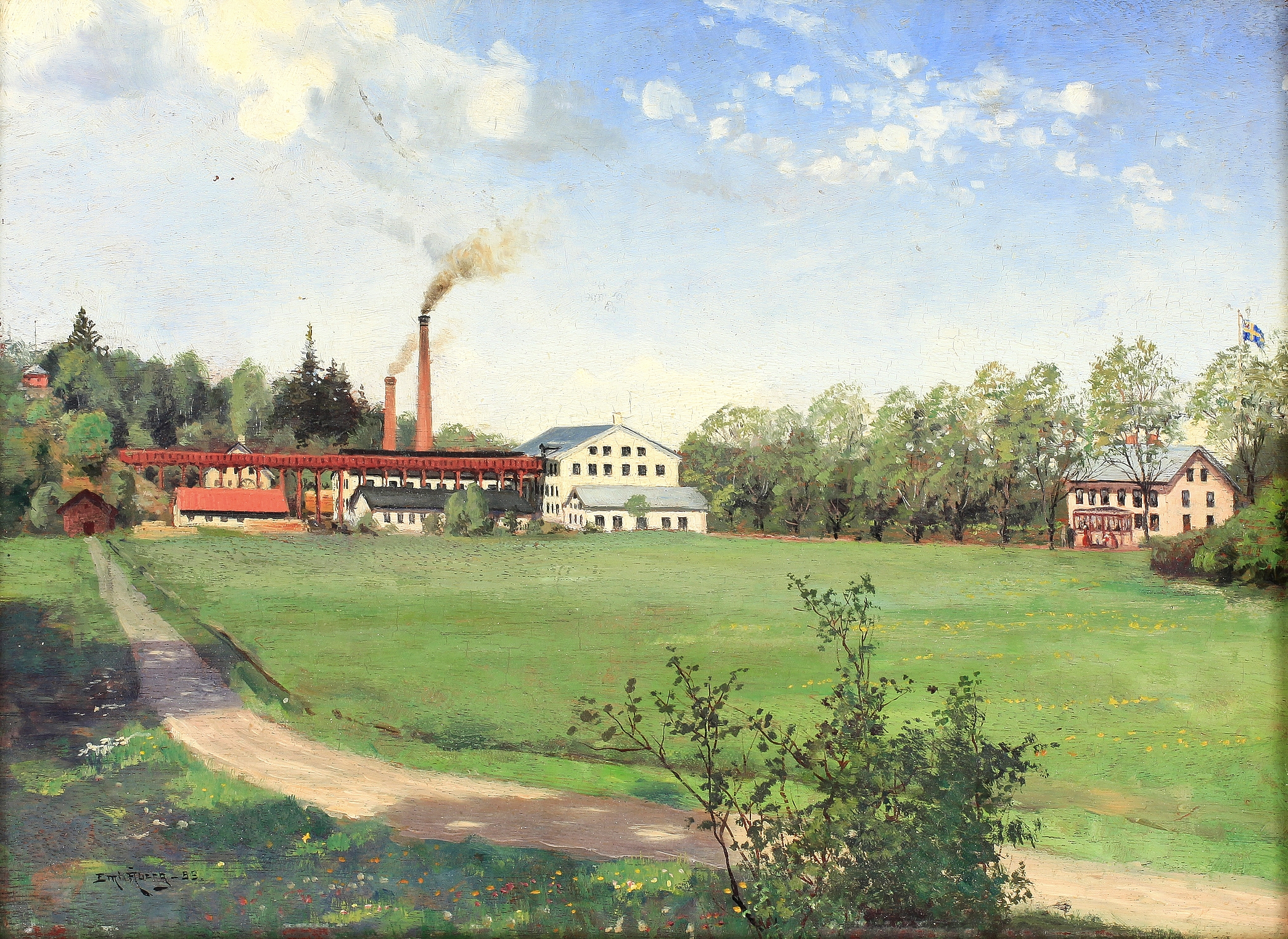
Gustavsberg, 1883.
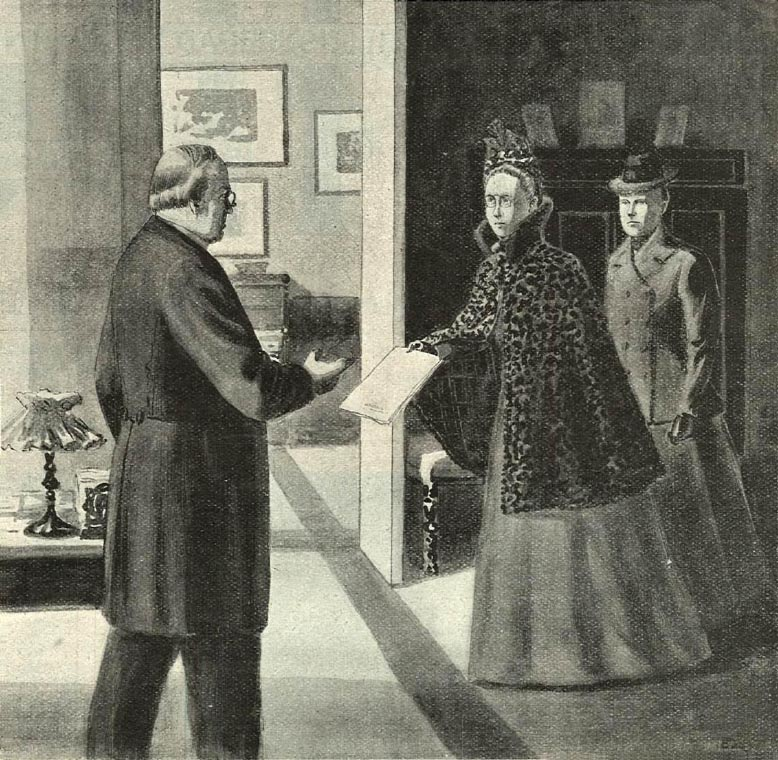
Rösträttspetitionen, Idun 1900.